# گاوسر زرد
گاوسر زرد (نام علمی: Ameiurus natalis) نام یک گونه از سرده گربه‌ماهی‌های گاوسر است.